# Ґаточ Паном
Ґаточ Паном Еч (нар. 30 листопада 1994, Гамбела, Ефіопія) — ефіопський футболіст, півзахисник клубу «Сент-Джордж» та національної збірної Ефіопії.

## Клубна кар'єра

### «Ефіопіан Коффі»
На професіональному рівні дебютував 2012 року в столичному клубі «Ефіопіан Коффі». Став гравцем основного складу та мав велику кількість ігрового часу, завдяки чому отримав перший виклик до національної збірної Ефіопії в 2014 році. У червні 2017 року Паноч став першим ефіопським гравцем, який здійснив трансфер безпосередньо з ефіопського клубу в російський клуб, коли став гравцем «Анжи» (Махачкала).

### «Анжи» (Махачкала)
21 червня 2017 року «Паном» підписав 3-річний контракт з російським клубом «Анжи» (Махачкала). «Анжі» зареєстрував його в лізі як громадянин Чаду.
Дебютував за махачкалинський клуб 20 вересня 2017 року в матчі Кубку Росії проти ФК «Промінь-Енергія» (Владивосток). 14 грудня 2017 року контракт Panoma з «Анжи» було розірвано за обопільною згодою сторін.

### «Макелле Сіті»
22 лютого 2018 року підписав контракт до завершення сезону із дебютантом ефіопської Прем'єр-ліги «Мекелле Сіті». Через затяжну травму м’язів довелося залишитися на лаві запасних у перших матчах чемпіонату, допоки не дебютував 11 квітня 2018 року в поєдинку проти «Джимми Аба Джифар».

### «Ель-Гуна»
У липні 2018 року «Ель-Гуна» оголосив про підписання Ґаточа.

### «Аль-Анвар»
У січні 2020 року «Аль-Анвар» оголосив про підписання Ґаточа Панома.

## Кар'єра в збірній
У січні 2014 року тренер Сьюнет Бішоу запросив його стати частиною національної збірної Ефіопії на чемпіонаті африканських націй 2014 року. Команда вибула за підсумками групового етапу, після поразки від Конго, Лівії та Гані.

## Статистика виступів

### Клубна
Станом на 20 вересня 2017
| Клуб               | Сезон             | Ліга                 | Ліга  | Ліга | Нац. кубок | Нац. кубок | Конт. кубок | Конт. кубок | Інші  | Інші | Загалом | Загалом |
| Клуб               | Сезон             | Дивізіон             | Матчі | Голи | Матчі      | Голи       | Матчі       | Голи        | Матчі | Голи | Матчі   | Голи    |
| ------------------ | ----------------- | -------------------- | ----- | ---- | ---------- | ---------- | ----------- | ----------- | ----- | ---- | ------- | ------- |
| «Анжи» (Махачкала) | 2017–18           | Прем'єр-ліга Росії   | 0     | 0    | 1          | 0          | –           | –           | –     | –    | 1       | 0       |
| «Макелле Сіті»     | 2017-18           | Прем'єр-ліга Ефіопії | 14    | 2    |            |            | –           | –           |       |      |         |         |
| «Ель-Гуна»         | 2018-19           | Прем'єр-ліга Єгипту  | 2     |      |            |            | –           | –           |       |      |         |         |
| Усього за кар'єру  | Усього за кар'єру | Усього за кар'єру    | 16    | 2    | 1          | 0          | -           | -           | -     | -    | 17      | 0       |

### У збірній
Станом на match played 11 June 2017
| Національна збірна | Рік     | Матчі | Голи |
| ------------------ | ------- | ----- | ---- |
| Ефіопія            | 2012    | 4     | 0    |
| Ефіопія            | 2013    | 0     | 0    |
| Ефіопія            | 2014    | 0     | 0    |
| Ефіопія            | 2015    | 18    | 6    |
| Ефіопія            | 2016    | 6     | 0    |
| Ефіопія            | 2017    | 1     | 0    |
| Загалом            | Загалом | 29    | 6    |

| № | Дата              | Місце                             | Суперник            | Рахунок       | Результат | Змагання                           |
| - | ----------------- | --------------------------------- | ------------------- | ------------- | --------- | ---------------------------------- |
| 1 | 14 червня 2015    | Бахр-Дар, Бахр-Дар, Ефіопія       | Лесото              | 1–1           | 2–1       | кваліфікація КАН 2017              |
| 2 | 21 червня 2015    | Бахр-Дар, Бахр-Дар, Ефіопія       | Кенія               | 2–0           | 2–0       | кваліфікація ЧАН 2016              |
| 3 | 11 жовтня 2015    | Аддис-Абеба, Аддис-Абеба, Ефіопія | Сан-Томе і Принсіпі | 2–0           | 3–0       | кваліфікація чемпіонату світу 2018 |
| 4 | 25 жовтня 2015    | Аддис-Абеба, Аддис-Абеба, Ефіопія | Бурунді             | 2–0           | 3–0       | кваліфікація ЧАН 2017              |
| 5 | 25 жовтня 2015    | Аддис-Абеба, Аддис-Абеба, Ефіопія | Бурунді             | 3–0           | 3–0       | кваліфікація ЧАН 2017              |
| 6 | 30 листопада 2015 | Аддис-Абеба, Аддис-Абеба, Ефіопія | Танзанія            | 1–1 (4–3 пен) | 1–1       | Кубок КЕСАФА 2015                  |
| 7 | 9 січня 2016      | Аддис-Абеба, Аддис-Абеба, Ефіопія | Нігер               | 1–1           | 1–1       | Товариський матч                   |